# Danses basques

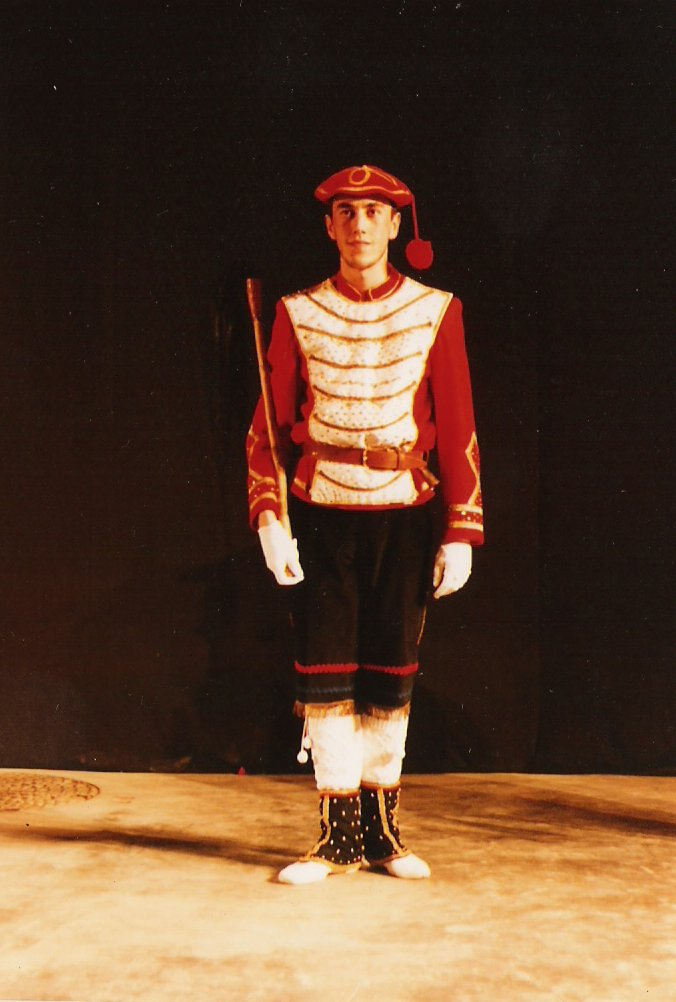
Dantzari

Les danses basques són una part molt important de la cultura basca i del seu folklore. Cada poble i vila té els seus propis balls, que tot i que han estat estudiades per territoris no sempre implica un directe parentiu entre elles. Els primers estudis d'aquests balls es remunten a Manuel de Larramendi i la seva Coreografia o descripció general de la molt noble i lleial Província de Guipúscoa (1756), encara que es té constància d'aquests ja al segle xvi, ja que aquests acompanyaven als astolasterrak, peces de teatre popular de to humorístic.
Centrant-nos en les diferents tipologies de dansa, no es pot passar per alt tres formacions característiques de realització:
- Els balls de romiatge o plaça, basats en els balls que se celebraven en els romiatges i la participació era popular i espontània han passat a engrossir el repertori dels grups de dansa establerts, si bé és veritat que encara es realitzen en totes aquelles romeries, sobretot en els llocs rurals del país, aquest tipus de balls populars i espontanis que conviden a participar lliurement a tots els romanís i visitants.
- Les danses d'espases, les danses d'espases, que tenen un paral·lelisme evident amb les europees del mateix tipus. La seva realització, sempre lligada a la commemoració o a rendició d'honors, està lligada a la dansa ritual on el poble dona suport, amb respecte, a cada col·lectiu de ballarins.
- Les danses de fi de festa, aquest tipus de balls es realitzen per marcar la fi d'unes festes o d'un període concret, com el carnestoltes, han servit de simbòlic colofó al desenfrenament festiu, representat en el cop, estomacada i crema de la pell de vi inflat i buit. És la fi d'un cicle i el començament d'un altre. S'observen cicles complets de zones específiques al costat de danses determinades esteses per tot el territori, o esquitxades en certs enclavaments.